# Esenbeckia hirsutipalpis
Esenbeckia hirsutipalpis är en tvåvingeart som beskrevs av Wilkerson och David Fairchild 1982. Esenbeckia hirsutipalpis ingår i släktet Esenbeckia och familjen bromsar. Inga underarter finns listade i Catalogue of Life.